# Jäger-Regiment zu Pferde Nr. 12

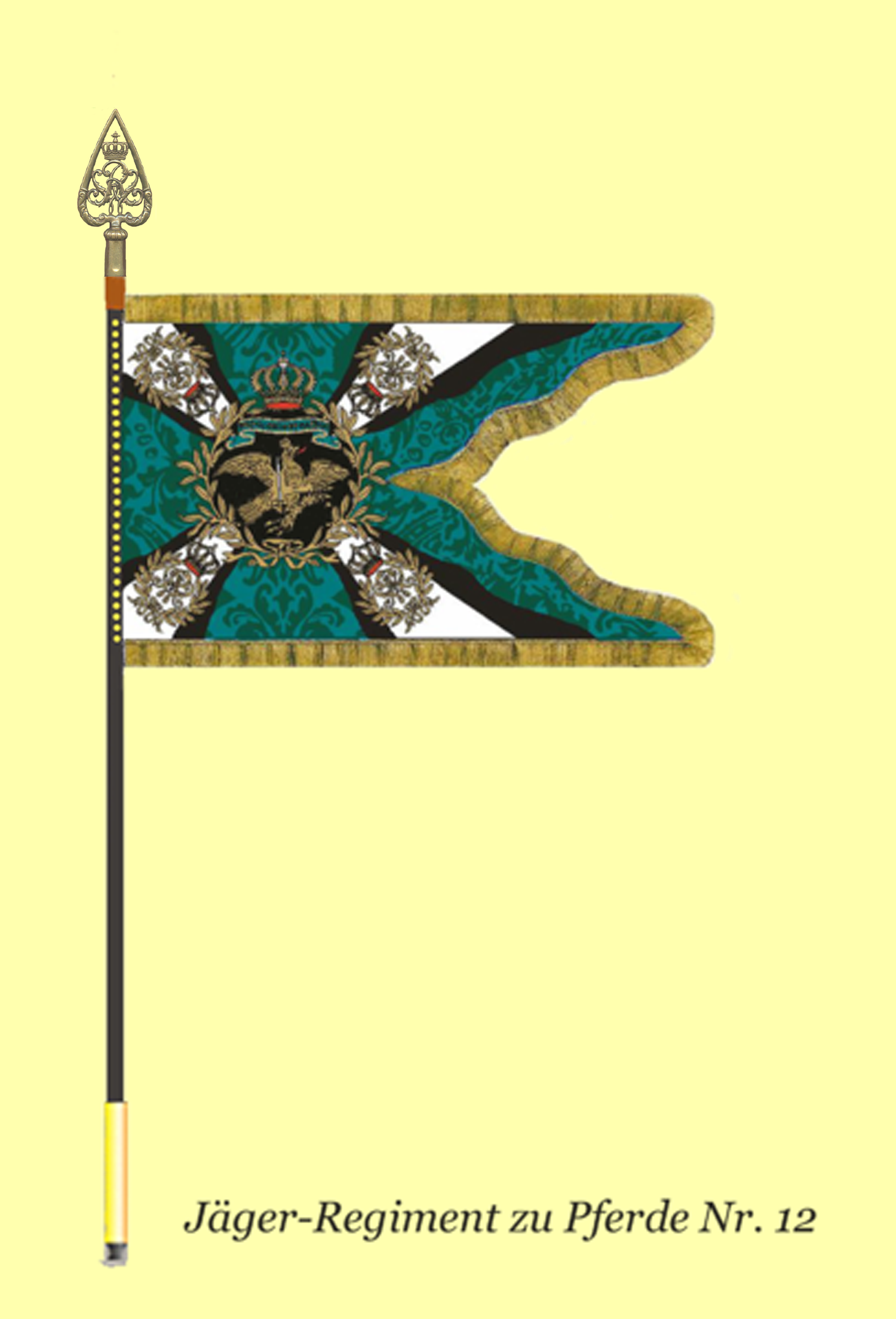
Regimentsstandarte

Das Jäger-Regiment zu Pferde Nr. 12 war eine Kavallerieverband der Preußischen Armee.

## Geschichte

### Aufstellung
Durch Allerhöchste-Kabinetts-Order (A.K.O.) vom 4. September 1913 wurde zum 1. Oktober des Jahres (Stiftungstag) die Aufstellung eines Jäger-Regiments zu Pferde mit fünf Eskadronen befohlen.
Dazu mussten abgeben:
- das Thüringische Ulanen-Regiment Nr. 6 die 4. Eskadron
- das Jäger-Regiment zu Pferde Nr. 5 die 3. Eskadron
- das Schleswig-Holsteinische Dragoner-Regiment Nr. 13 die 3. Eskadron
- das 3. Schlesische Dragoner-Regiment Nr. 15 die 2. Eskadron
- das Ulanen-Regiment „Graf Haeseler“ (2. Brandenburgisches) Nr. 11 die 5. Eskadron

Das Regiment war der 34. Kavallerie-Brigade unterstellt und die Garnison befand sich in Saint-Avold.

### Erster Weltkrieg
Nach der Mobilmachung im Juli 1914 wurden die Eskadronen des Regiments, ihrer ursprünglichen Aufgabenstellung gemäß, als Kurier- und Meldereiterdetachements auf verschiedene Infanteriedivisionen aufgeteilt.
Es kamen:
- die 1. Eskadron zur 33. Infanterie-Division
- die 2. Eskadron zur 34. Infanterie-Division
- die 3. Eskadron zur 121. Infanterie-Division
- die 4. Eskadron zur 91. Infanterie-Division
- die 5. Eskadron zur 1. Landwehr-Division

Die Eskadronen wurden ausschließlich im Westen eingesetzt. Der Regimentsverband wurde nicht wiederhergestellt.
Die Tradition des Regiments übernahm in der Reichswehr die Ausbildungs-Eskadron des 2. (Preußisches) Reiter-Regiments in Allenstein.

## Uniform

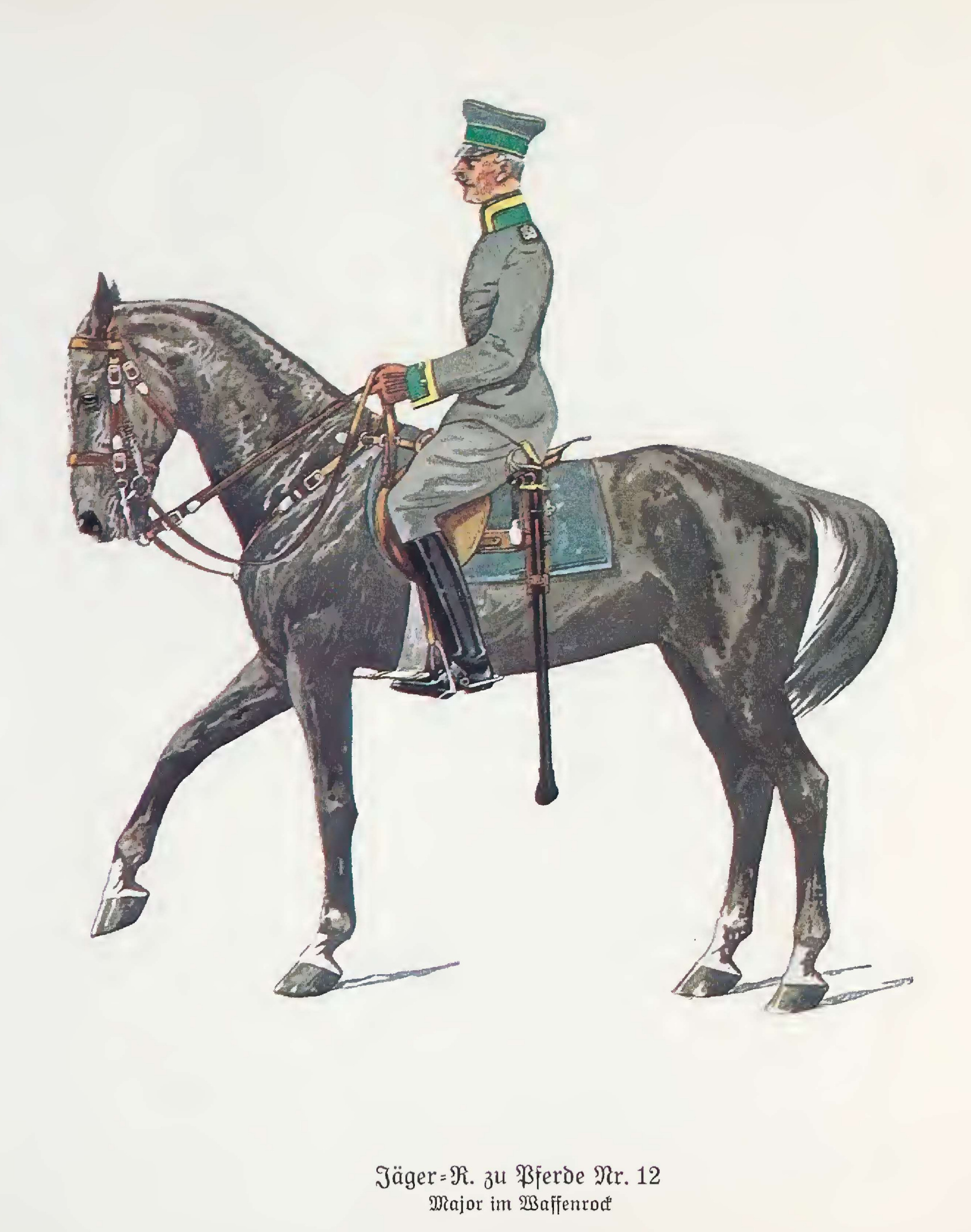
Major des Regiments in feldgrauer Dienstuniform (Waffenrock, 1915)

Der Waffenrock war aus gaugrünem Tuch mit schwedischen Aufschlägen und gelben Knöpfen. Kragen, Vorstöße und Aufschläge waren hellgrün, die Abzeichenfarbe schwarz. Auf den Schulterstücken befand sich die Regimentsnummer. Das Lederzeug war schwarz. Offiziere trugen den Kürassierhelm mit Dragoneradler, Mannschaften und Unteroffiziere den Dragonerhelm. Allgemein wurden die Dragonerstiefel verwendet. Das Bandelier war nur für Offiziere vorgesehen.
(Da der bei der Aufstellung der Regimenter für die Mannschaften vorgesehene Kürassierhelm – aus geschwärztem Stahlblech wie für die ersten sieben Regimenter, jedoch mit Beschlägen aus Tombak anstatt von Neusilber – nicht zur Verfügung standen, wurden diese Regimenter mit dem Dragonerhelm ausgerüstet. Erst 1915 erfolgte die Umrüstung auf die ursprünglich geplante Ausstattung).
Lanzenflagge: Weiß-Schwarz

## Kommandeure
| Dienstgrad           | Name                | Berufung          | Abberufung        |
| -------------------- | ------------------- | ----------------- | ----------------- |
| Major/Oberstleutnant | Kurt von Nordeck    | 01. Oktober 1913  | 26. August 1916   |
| Major                | Curt von Vultejus   | 27. August 1916   | 03. November 1916 |
| Oberstleutnant       | Kurt von Nordeck    | 04. November 1916 | 20. Dezember 1918 |
| Major                | Hubertus von Geßler | 21. Dezember 1918 | 1919              |
| Major                | Alfred von Krüger   | 1919              | 1919              |